# Mexsat Bicentenario
Mexsat Bicentenario (auch Mexsat 3) ist ein kommerzieller Kommunikationssatellit des Mexico Secretary of Communications and Transportation (SCT).
Er wurde am 19. Dezember 2012 um 21:49 UTC mit einer Ariane 5 ECA vom Raketenstartplatz Centre Spatial Guyanais in Kourou zusammen mit Skynet 5D in eine geostationäre Umlaufbahn gebracht.
Der dreiachsenstabilisierte Satellit ist mit acht Ku-Band- und acht C-Band-Transpondern (laut Hersteller je zwölf), einer 2,3 m Antenne für das C-Band und einer 2,5 × 2,7 m Antenne für das Ku-Band sowie zwei Solarzellenauslegern mit Galliumarsenid-Solarzellen ausgerüstet und soll von der Position 114,9° West aus Mexiko und dessen Nachbarländer mit Telekommunikationsdienstleistungen versorgen. Er wurde auf Basis des STAR-Satellitenbus der Orbital Sciences Corporation gebaut und besitzt eine geplante Lebensdauer von 16 Jahren.